# Selasphorus rufus
Il colibrì rossiccio (Selasphorus rufus (J.F.Gmelin, 1788)) è un uccello della famiglia Trochilidae, con areale neartico.

## Descrizione
È un colibrì di piccola taglia, lungo circa 8,5 cm, con un peso di 2,9–3,9 g.

Presenta un dimorfismo sessuale cromatico: il maschio ha un piumaggio prevalentemente rossiccio, con becco nero corto e dritto e una corona di colore verde bronzo; la gola è iridescente, dal bronzo scarlatto al verde dorato; il piumaggio del petto e del ventre è bianco, cambiando in rossiccio nella parte inferiore del ventre. La femmina è di colore verde bronzo sulla testa e sulla schiena, con la gola spesso punteggiata di bronzo iridescente; il resto delle parti inferiori incluso il mento sono bianco opaco. I maschi immaturi sono simili alle femmine.

## Biologia

### Alimentazione

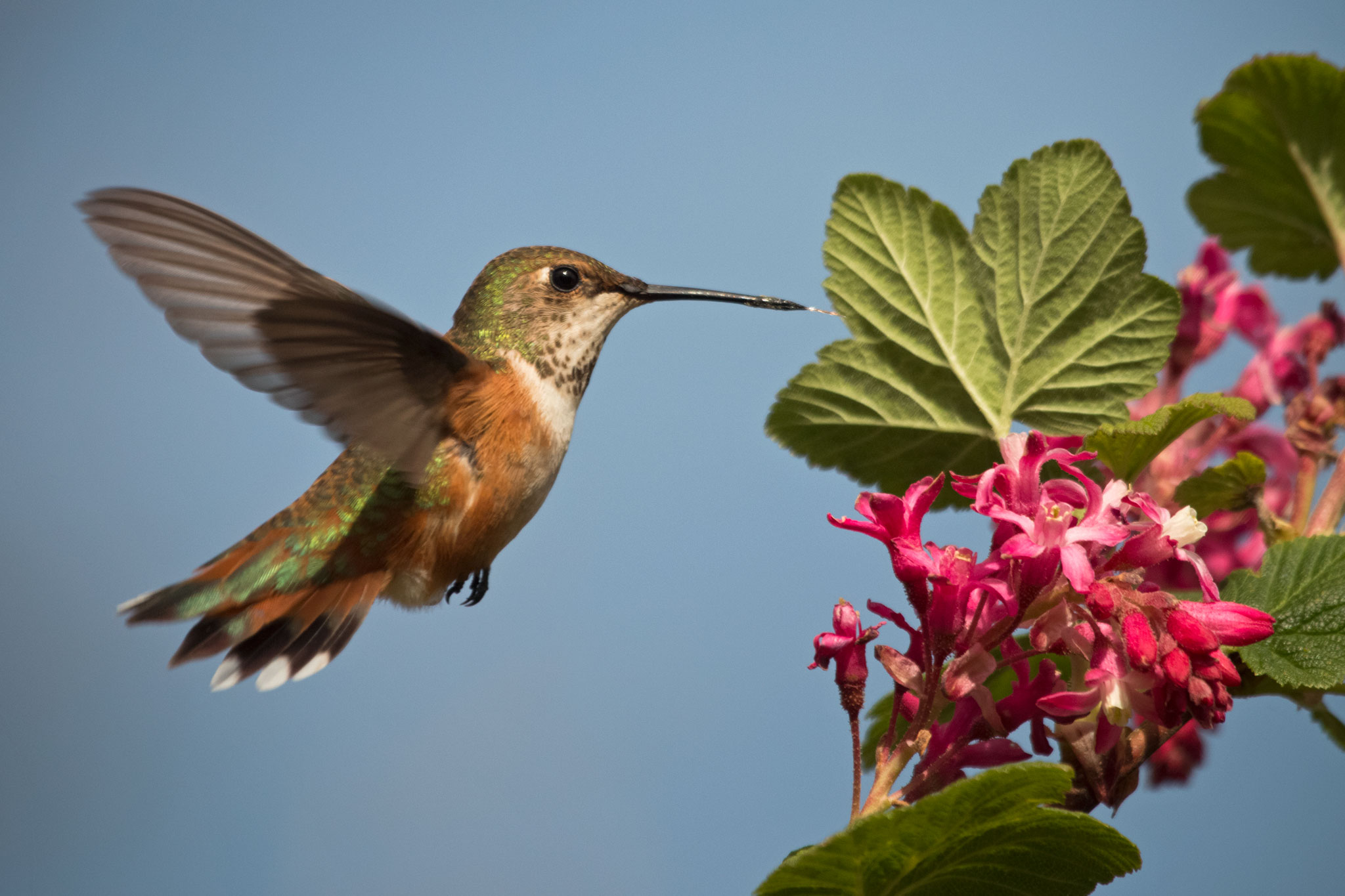
Selasphorus rufus su Ribes sanguineum

Si nutre del nettare di diverse specie di angiosperme tra cui Agave spp., Aquilegia spp., Arbutus spp., Castilleja spp., Cleome spp., Epilobium spp., Linaria spp., Opuntia spp., Ribes spp., Rubus spp. e Scrophularia spp.Talora si nutre anche della linfa di Alnus spp. e Salix spp., approfittando dei buchi scavati dai picchi. Integra inoltre la sua dieta con  piccoli artropodi, principalmente ditteri (Anisopodidae, Chironomidae) e omotteri (Aleyrodidae), e anche piccoli ragni.

### Riproduzione
Il nido è una coppa ricoperta da licheni, muschio, e frammenti di corteccia. La femmina depone due uova per ogni covata; l'incubazione dura 15–17 giorni; i piccoli lasciano il nido intorno a 20–21 giorni di vita. 

## Distribuzione e habitat
Selasphorus rufus è una specie migratrice che nidifica sul versante occidentale del Nord America, dall'Alaska attraverso il Canada occidentale fino agli Stati Uniti nord-occidentali. Nella stagione non riproduttiva  migra verso la California meridionale e gli stati della Costa del Golfo, sino al Messico.
Oltre alle migrazioni stagionali compie anche migrazioni altitudinali giornaliere: sale di quota durante il giorno per nutrirsi del nettare prodotto dai fiori che crescono nella zona subalpina e ridiscende al tramonto per trascorrere la notte alle quote inferiori, termicamente più miti.

## Conservazione
La Lista rossa IUCN classifica Selasphorus rufus come specie prossima alla minaccia di estinzione (Near Threatened).